# Banco de Crédito

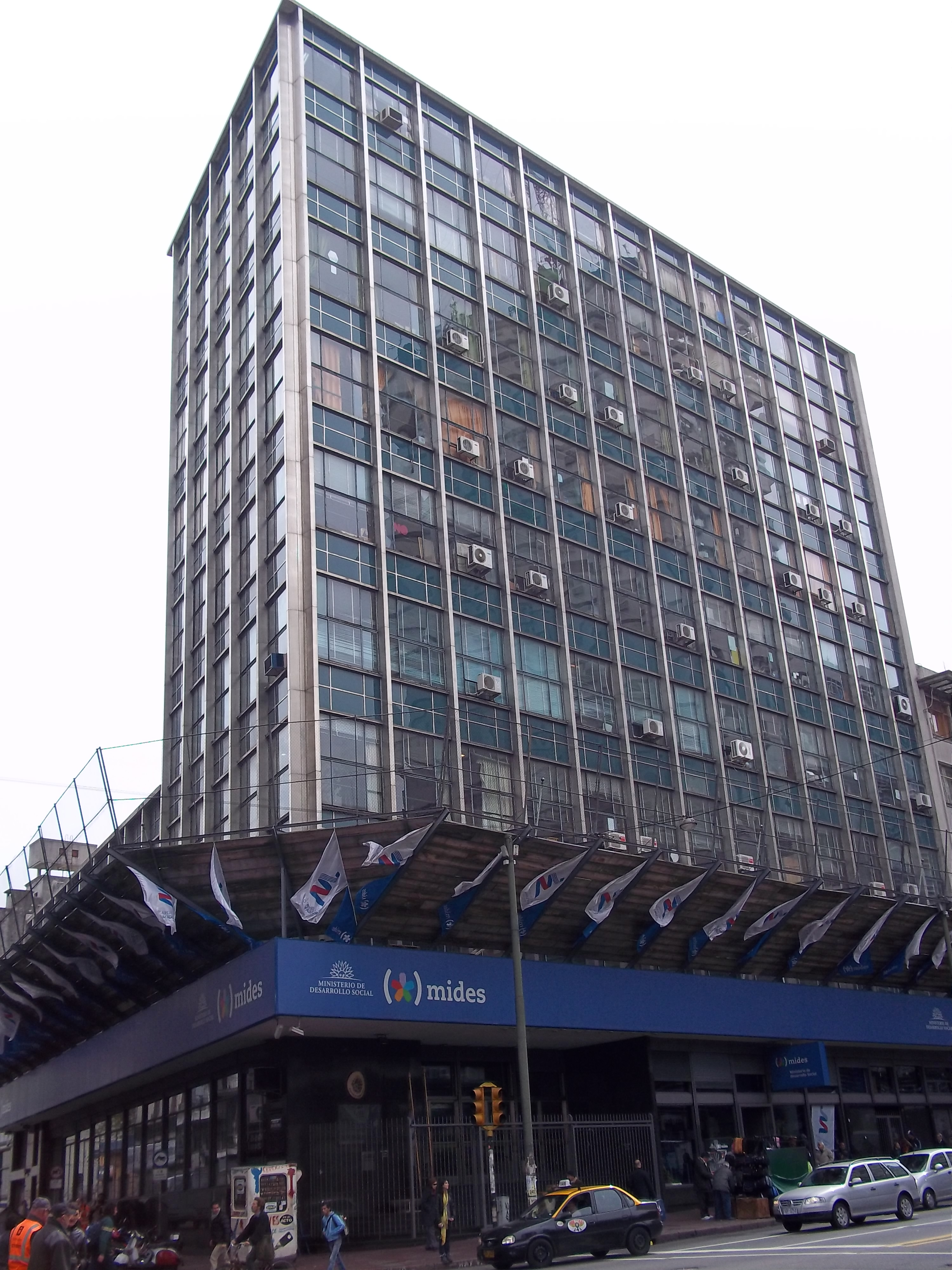
Banco de Crédito

Die Banco de Crédito, auch als Edificio MIDES bezeichnet, ist ein Bauwerk in der uruguayischen Landeshauptstadt Montevideo.
Das 1956 projektierte und 1961 fertiggestellte Gebäude befindet sich im Barrio Cordón an der Avenida 18 de Julio 1451-1455, Ecke Dr. Javier Barrios Amorín. Als Architekt zeichnete Juan Antonio Rius sowie als Mitarbeiter (Arquitecto colaborador) L. Vaia verantwortlich. Die Banco de Crédito diente ursprünglich als Bankgebäude. Mittlerweile beherbergt sie den Sitz des Uruguayischen Ministeriums für soziale Entwicklung (Ministerio de Desarrollo Social).